# Lista odcinków serialu Plotkara
Poniżej znajduje się lista odcinków amerykańskiego serialu dla młodzieży Plotkara, który ukazuje skandaliczne życie uczniów prywatnej szkoły na Upper East Side w Nowym Jorku.
Serial zadebiutował na antenie The CW w Stanach Zjednoczonych 19 września 2007, natomiast w Polsce na TVN 7 8 kwietnia 2008.Ostatni odcinek serialu został wyemitowany 17 grudnia 2012. Powstało 6 serii składających się łącznie z 121 odcinków.

## Spis odcinków
| Seria | Seria | Odcinki | Oryginalna emisja   | Oryginalna emisja | Wydanie DVD          |
| Seria | Seria | Odcinki | Premiera serii      | Finał serii       | Wydanie DVD          |
| ----- | ----- | ------- | ------------------- | ----------------- | -------------------- |
|       | 1     | 18      | 19 września 2007    | 19 maja 2008      | 14 listopada 2008    |
|       | 2     | 25      | 1 września 2008     | 18 maja 2009      | 12 marca 2010        |
|       | 3     | 22      | 14 września 2009    | 17 maja 2010      | 15 października 2010 |
|       | 4     | 22      | 13 września 2010    | 16 maja 2011      | bd.                  |
|       | 5     | 24      | 26 września 2011    | 14 maja 2012      | bd.                  |
|       | 6     | 10      | 8 października 2012 | 17 grudnia 2012   | bd.                  |

## Seria 1: 2007–08
| Serial # | Sezon # | Tytuł                                  | Reżyseria          | Scenariusz                         | Premiera             |
| -------- | ------- | -------------------------------------- | ------------------ | ---------------------------------- | -------------------- |
| 1        | 1       | "Pilot"                                | Mark Piznarski     | Josh Schwartz Stephanie Savage     | 19 września 2007     |
| 2        | 2       | "The Wild Brunch"                      | Mark Piznarski     | Josh Schwartz Stephanie Savage     | 26 września 2007     |
| 3        | 3       | "Poison Ivy"                           | J. Miller Tobin    | Felicia D. Henderson               | 3 października 2007  |
| 4        | 4       | "Bad News Blair"                       | Patrick Norris     | Joshua Safran                      | 10 października 2007 |
| 5        | 5       | "Dare Devil"                           | Jamie Babbit       | Lenn K. Rosenfeld                  | 17 października 2007 |
| 6        | 6       | "The Handmaiden's Tale"                | Norman Buckley     | Jessica Queller                    | 24 października 2007 |
| 7        | 7       | "Victor, Victrola"                     | Tony Wharmby       | K.J. Steinberg                     | 7 listopada 2007     |
| 8        | 8       | "Seventeen Candles"                    | Lee Shallat-Chemel | Joshua Safran Felicia D. Henderson | 14 listopada 2007    |
| 9        | 9       | "Blair Waldorf Must Pie!"              | Mark Piznarski     | Jessica Queller K.J. Steinberg     | 28 listopada 2007    |
| 10       | 10      | "Hi, Society"                          | Patrick Norris     | Joshua Safran                      | 5 grudnia 2007       |
| 11       | 11      | "Roman Holiday"                        | Michael Fields     | Jessica Queller                    | 19 grudnia 2007      |
| 12       | 12      | "School Lies"                          | Tony Wharmby       | Lenn K. Rosenfeld                  | 2 stycznia 2008      |
| 13       | 13      | "The Thin Line Between Chuck and Nate" | Norman Buckley     | Felicia D. Henderson               | 9 stycznia 2008      |
| 14       | 14      | "The Blair Bitch Project"              | J. Miller Tobin    | K.J. Steinberg                     | 21 kwietnia 2008     |
| 15       | 15      | "Desperately Seeking Serena"           | Michael Fields     | Felicia D. Henderson               | 28 kwietnia 2008     |
| 16       | 16      | "All About My Brother"                 | Janice Cooke       | Paul Sciarrotta                    | 5 maja 2008          |
| 17       | 17      | "Woman on the Verge"                   | Tony Wharmby       | Joshua Safran                      | 12 maja 2008         |
| 18       | 18      | "Much 'I Do' About Nothing"            | Norman Buckley     | Josh Schwartz Stephanie Savage     | 19 maja 2008         |

## Seria 2: 2008–09
| Serial # | Sezon # | Tytuł                               | Reżyseria           | Scenariusz                          | Premiera             |
| -------- | ------- | ----------------------------------- | ------------------- | ----------------------------------- | -------------------- |
| 19       | 1       | "Summer, Kind of Wonderful"         | J. Miller Tobin     | Joshua Safran                       | 1 września 2008      |
| 20       | 2       | "Never Been Marcused"               | Michael Fields      | Stephanie Savage                    | 8 września 2008      |
| 21       | 3       | "The Dark Night"                    | Janice Cooke        | John Stephens                       | 15 września 2008     |
| 22       | 4       | "The Ex Files"                      | Jim McKay           | Robert Hull                         | 22 września 2008     |
| 23       | 5       | "The Serena Also Rises"             | Patrick Norris      | Jessica Queller                     | 29 września 2008     |
| 24       | 6       | "New Haven Can Wait"                | Norman Buckley      | Alexandra McNally Joshua Safran     | 13 października 2008 |
| 25       | 7       | "Chuck in Real Life"                | Tony Wharmby        | Lenn K. Rosenfeld                   | 20 października 2008 |
| 26       | 8       | "Pret-a-Poor-J"                     | Vondie Curtis-Hall  | Amanda Lasher                       | 27 października 2008 |
| 27       | 9       | "There Might Be Blood"              | Michael Fields      | Etan Frankel John Stephens          | 3 listopada 2008     |
| 28       | 10      | "Bonfire of the Vanity"             | David Von Ancken    | Jessica Queller                     | 10 listopada 2008    |
| 29       | 11      | "The Magnificent Archibalds"        | Jean de Segonzac    | Joshua Safran                       | 17 listopada 2008    |
| 30       | 12      | "It's a Wonderful Lie"              | Patrick Norris      | Robert Hull                         | 1 grudnia 2008       |
| 31       | 13      | "O Brother, Where Bart Thou?"       | Joe Lazarov         | Stephanie Savage                    | 8 grudnia 2008       |
| 32       | 14      | "In the Realm of the Basses"        | Tony Wharmby        | John Stephens                       | 5 stycznia 2009      |
| 33       | 15      | "Gone with the Will"                | Tricia Brock        | Amanda Lasher                       | 12 stycznia 2009     |
| 34       | 16      | "You've Got Yale!"                  | Janice Cooke        | Joshua Safran                       | 19 stycznia 2009     |
| 35       | 17      | "Carrnal Knowledge"                 | Elizabeth Allen     | Alexandra McNally Lenn K. Rosenfeld | 2 lutego 2009        |
| 36       | 18      | "The Age of Dissonance"             | Norman Buckley      | Jessica Queller                     | 16 marca 2009        |
| 37       | 19      | "The Grandfather"                   | J. Miller Tobin     | Robert Hull Etan Frankel            | 23 marca 2009        |
| 38       | 20      | "Remains of the J"                  | Allison Liddi-Brown | Sarah Frank-Meltzer                 | 30 marca 2009        |
| 39       | 21      | "Seder Anything"                    | John Stephens       | Amanda Lasher                       | 20 kwietnia 2009     |
| 40       | 22      | "Southern Gentlemen Prefer Blondes" | Patrick Norris      | Leila Gerstein                      | 27 kwietnia 2009     |
| 41       | 23      | "The Wrath of Con"                  | Janice Cooke        | Sara Goodman                        | 4 maja 2009          |
| 42       | 24      | "Valley Girls"                      | Mark Piznarski      | Josh Schwartz Stephanie Savage      | 11 maja 2009         |
| 43       | 25      | "The Goodbye Gossip Girl"           | Norman Buckley      | Joshua Safran                       | 18 maja 2009         |

## Seria 3: 2009–10
| Serial # | Sezon # | Tytuł                                | Reżyseria            | Scenariusz                     | Premiera             |
| -------- | ------- | ------------------------------------ | -------------------- | ------------------------------ | -------------------- |
| 44       | 1       | "Reversals of Fortune"               | J. Miller Tobin      | Joshua Safran                  | 14 września 2009     |
| 45       | 2       | "The Freshman"                       | Norman Buckley       | Amanda Lasher                  | 21 września 2009     |
| 46       | 3       | "The Lost Boy"                       | Jean de Segonzac     | Robert Hull                    | 28 września 2009     |
| 47       | 4       | "Dan de Fleurette"                   | Mark Piznarski       | John Stephens                  | 5 października 2009  |
| 48       | 5       | "Rufus Getting Married"              | Ron Fortunato        | Leila Gerstein                 | 12 października 2009 |
| 49       | 6       | "Enough About Eve"                   | John Stephens        | Jake Coburn                    | 19 października 2009 |
| 50       | 7       | "How to Succeed in Bassness"         | Joe Lazarov          | Sara Goodman                   | 26 października 2009 |
| 51       | 8       | "The Grandfather: Part II"           | Mark Piznarski       | Lenn K. Rosenfeld              | 2 listopada 2009     |
| 52       | 9       | "They Shoot Humphreys, Don't They?"  | Alison Maclean       | Amanda Lasher                  | 9 listopada 2009     |
| 53       | 10      | "The Last Days of Disco Stick"       | Tony Wharmby         | Leila Gerstein                 | 16 listopada 2009    |
| 54       | 11      | "The Treasure of Serena Madre"       | Mark Piznarski       | Robert Hull Joshua Safran      | 30 listopada 2009    |
| 55       | 12      | "The Debarted"                       | Jason Ensler         | Stephanie Savage               | 7 grudnia 2009       |
| 56       | 13      | "The Hurt Locket"                    | Tony Wharmby         | Sara Goodman                   | 8 marca 2010         |
| 57       | 14      | "The Lady Vanished"                  | Andrew McCarthy      | Amanda Lasher Robert Hull      | 15 marca 2010        |
| 58       | 15      | "The Sixteen Year Old Virgin"        | Wendey Stanzler      | Leila Gerstein                 | 22 marca 2010        |
| 59       | 16      | "The Empire Strikes Jack"            | Joe Lazarov          | Jake Coburn                    | 29 marca 2010        |
| 60       | 17      | "Inglourious Bassterds"              | Jean de Segonzac     | Lenn K. Rosenfeld              | 5 kwietnia 2010      |
| 61       | 18      | "The Unblairable Lightness of Being" | Janice Cooke-Leonard | Jeanne Leitenberg              | 12 kwietnia 2010     |
| 62       | 19      | "Dr. Estrangeloved"                  | Darnell Martin       | Robert Hull                    | 26 kwietnia 2010     |
| 63       | 20      | "It’s a Dad, Dad, Dad, Dad World"    | Jeremiah Chechik     | Amanda Lasher                  | 3 maja 2010          |
| 64       | 21      | "Ex-Husbands and Wives"              | Norman Buckley       | Sara Goodman                   | 10 maja 2010         |
| 65       | 22      | "Last Tango, Then Paris"             | J. Miller Tobin      | Joshua Safran Stephanie Savage | 17 maja 2010         |

## Seria 4: 2010–11
| Serial # | Sezon # | Tytuł                              | Reżyseria           | Scenariusz                     | Premiera             |
| -------- | ------- | ---------------------------------- | ------------------- | ------------------------------ | -------------------- |
| 66       | 1       | "Belles de Jour"                   | Mark Piznarski      | Joshua Safran Stephanie Savage | 13 września 2010     |
| 67       | 2       | "Double Identity"                  | Mark Piznarski      | Sara Goodman Joshua Safran     | 20 września 2010     |
| 68       | 3       | "The Undergraduates"               | Norman Buckley      | Amanda Lasher                  | 27 września 2010     |
| 69       | 4       | "Touch of Eva"                     | Andrew McCarthy     | Leila Gerstein                 | 4 października 2010  |
| 70       | 5       | "Goodbye, Columbia"                | Jeremiah Chechik    | Robert Hull                    | 11 października 2010 |
| 71       | 6       | "Easy J"                           | Lee Shallat-Chemel  | Jake Coburn                    | 25 października 2010 |
| 72       | 7       | "War at the Roses"                 | Joe Lazarov         | Jessica Queller                | 1 listopada 2010     |
| 73       | 8       | "Juliet Doesn't Live Here Anymore" | Patrick Norris      | Jeanne Leitenberg              | 8 listopada 2010     |
| 74       | 9       | "The Witches of Bushwick"          | Ron Fortunato       | Sara Goodman                   | 15 listopada 2010    |
| 75       | 10      | "Gaslit"                           | Tate Donovan        | Robert Hull Joshua Safran      | 29 listopada 2010    |
| 76       | 11      | "The Townie"                       | Joe Lazarov         | Amanda Lasher Stephanie Savage | 6 grudnia 2010       |
| 77       | 12      | "The Kids Are Not Alright"         | Allan Kroeker       | KJ Steinberg                   | 24 stycznia 2011     |
| 78       | 13      | "Damien Darko"                     | Jeremiah Chechik    | Leila Gerstein                 | 31 stycznia 2011     |
| 79       | 14      | "Panic Roommate"                   | Andrew McCarthy     | Jake Coburn                    | 7 lutego 2011        |
| 80       | 15      | "It-Girl Happened One Night"       | Bart Wenrich        | Alex McNally                   | 14 lutego 2011       |
| 81       | 16      | "While You Weren't Sleeping"       | Norman Buckley      | Sara Goodman                   | 21 lutego 2011       |
| 82       | 17      | "Empire of the Son"                | David Warren        | Robert Hull                    | 28 lutego 2011       |
| 83       | 18      | "The Kids Stay in the Picture"     | J. Miller Tobin     | Jessica Queller                | 18 kwietnia 2011     |
| 84       | 19      | "Petty in Pink"                    | Liz Friedlander     | Amanda Lasher                  | 25 kwietnia 2011     |
| 85       | 20      | "The Princesses and the Frog"      | Andrew McCarthy     | Leila Gerstein                 | 2 maja 2011          |
| 86       | 21      | "Shattered Bass"                   | Allison Liddi-Brown | Sara Goodman                   | 9 maja 2011          |
| 87       | 22      | "The Wrong Goodbye"                | Patrick Norris      | Joshua Safran                  | 16 maja 2011         |

## Seria 5: 2011–12
| Serial # | Sezon # | Tytuł                           | Reżyseria        | Scenariusz           | Premiera             |
| -------- | ------- | ------------------------------- | ---------------- | -------------------- | -------------------- |
| 88       | 1       | "Yes, Then Zero"                | Mark Piznarski   | Joshua Safran        | 26 września 2011     |
| 89       | 2       | "Beauty and the Feast"          | Mark Piznarski   | Sara Goodman         | 3 października 2011  |
| 90       | 3       | "The Jewel of Denial"           | Larry Shaw       | Amanda Lasher        | 10 października 2011 |
| 91       | 4       | "Memoirs of an Invisible Dan"   | Tate Donovan     | Amy B. Harris        | 17 października 2011 |
| 92       | 5       | "The Fasting and the Furious"   | Joe Lazarov      | Peter Elkoff         | 24 października 2011 |
| 93       | 6       | "I Am Number Nine"              | Andy Wolk        | Jake Coburn          | 7 listopada 2011     |
| 94       | 7       | "The Big Sleep No More"         | Vince Misiano    | Dan Steele           | 14 listopada 2011    |
| 95       | 8       | "All the Pretty Sources"        | Cherie Nowlan    | Austin Winsberg      | 21 listopada 2011    |
| 96       | 9       | "Rhodes to Perdition"           | Andrew McCarthy  | Natalie Krinsky      | 28 listopada 2011    |
| 97       | 10      | "Riding In Town Cars With Boys" | Vince Misiano    | Amanda Lasher        | 5 grudnia 2011       |
| 98       | 11      | "The End of The Affair?"        | Michael Grossman | Sara Goodman         | 16 stycznia 2012     |
| 99       | 12      | "Father and the Bride"          | Amy Heckerling   | Peter Elkoff         | 23 stycznia 2012     |
| 100      | 13      | "G.G."                          | Mark Piznarski   | Joshua Safran        | 30 stycznia 2012     |
| 101      | 14      | "The Backup Dan"                | David Warren     | Matt Whitney         | 6 lutego 2012        |
| 102      | 15      | "Crazy Cupid Love"              | Matt Penn        | Austin Winsberg      | 13 lutego 2012       |
| 103      | 16      | "Cross Rhodes"                  | John Terlesky    | Amy B. Harris        | 20 lutego 2012       |
| 104      | 17      | "The Princess Dowry"            | Andrew McCarthy  | Jake Coburn          | 27 lutego 2012       |
| 105      | 18      | Con-Heir"                       | Joe Lazarov      | Annemarie Navar-Gill | 2 kwietnia 2012      |
| 106      | 19      | "It Girl, Interrupted"          | Omar Madha       | Amanda Lasher        | 9 kwietnia 2012      |
| 107      | 20      | "Salon of The Dead"             | Norman Buckley   | Natalie Krinsky      | 16 kwietnia 2012     |
| 108      | 21      | "Despicable B"                  | David Warren     | Austin Winsberg      | 23 kwietnia 2012     |
| 109      | 22      | "Raiders of The Lost Art"       | Bart Wenrich     | Jake Coburn          | 30 kwietnia 2012     |
| 110      | 23      | "The Fugitives"                 | Andy Wolk        | Matt Whitney         | 7 maja 2012          |
| 111      | 24      | "The Return of The Ring"        | J. Miller Tobin  | Sara Goodman         | 14 maja 2012         |

## Seria 6: 2012
| Serial # | Sezon # | Tytuł                        | Reżyseria      | Scenariusz                        | Premiera             |
| -------- | ------- | ---------------------------- | -------------- | --------------------------------- | -------------------- |
| 112      | 1       | "Gone Maybe Gone"            | Mark Piznarski | Josh Schwartz & Stephanie Savage. | 8 października 2012  |
| 113      | 2       | High Infidelity              | Joe Lazarov    | Annemarie Navar-Gill              | 15 października 2012 |
| 114      | 3       | Dirty Rotten Scandals        | Bart Wenrich   | Bart Wenrich                      | 22 października 2012 |
| 115      | 4       | Portrait of a Lady Alexander | Matt Whitney   | Andy Wolk                         | 5 listopada 2012     |
| 116      | 5       | Monstrous Ball               | Amy Heckerling | Sara Goodman                      | 12 listopada 2012    |
| 117      | 6       | Where the Vile Things Are    | Norman Buckley | Dan Steele                        | 19 listopada 2012    |
| 118      | 7       | Save the Last Chance         | Anna Mastro    | Jessica Queller                   | 26 listopada 2012    |
| 119      | 8       | It’s Really Complicated      | John Stephens  | Jake Coburn                       | 3 grudnia 2012       |
| 120      | 9       | The Revengers                | Patrick Norris | Sara Goodman, Natalie Krinsky     | 10 grudnia 2012      |
| 121      | 10      | New York, I Love You XOXO    | Mark Piznarski | Stephanie Savage                  | 17 grudnia 2012      |